# HMS Relentless (H85)
HMS Relentless (H85/F185) là một tàu khu trục lớp R của Hải quân Hoàng gia Anh Quốc trong Chiến tranh Thế giới thứ hai. Ngừng hoạt động sau khi chiến tranh kết thúc, nó được cải biến thành một tàu frigate Kiểu 15 vào năm 1952, cho vai trò chống tàu ngầm với ký hiệu lườn mới F185, và phục vụ cho đến năm 1971.

## Thiết kế và chế tạo
Được đặt hàng vào ngày 2 tháng 4 năm 1940 như một phần của Chương trình Khẩn cấp Chiến tranh thuộc Chi hạm đội Khẩn cấp 4, Relentless được đặt lườn bởi xưởng tàu của hãng John Brown & Company ở Clydebank vào ngày 20 tháng 6 năm 1941. Nó được hạ thủy vào ngày 15 tháng 7 năm 1942 và nhập biên chế cùng Hải quân Hoàng gia vào ngày 30 tháng 11 năm 1942.

## Lịch sử hoạt động

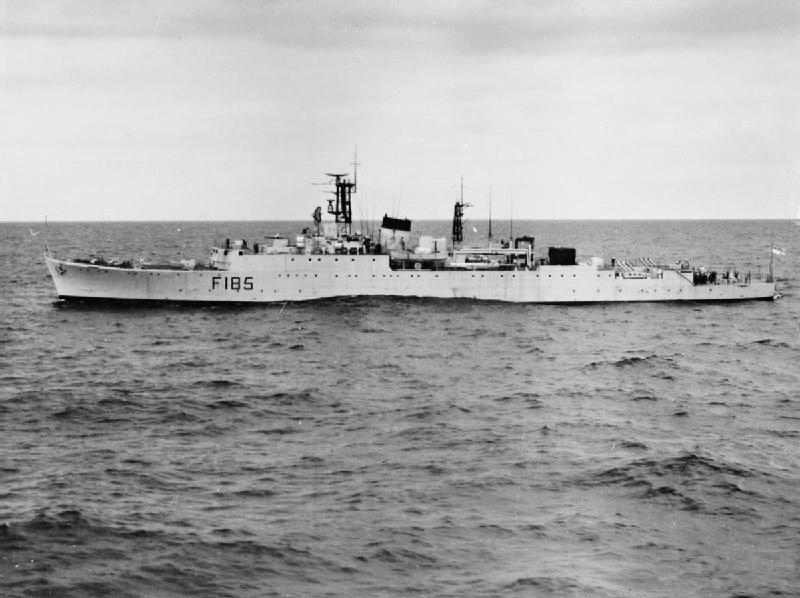
HMS Relentless (F185) sau khi cải biến thành một tàu frigate Kiểu 15.

Relentless đã phục vụ cho đến khi chiến tranh kết thúc. Nó được cải biến thành một tàu frigate Kiểu 15 vào năm 1952, cho vai trò chống tàu ngầm. Trong những năm 1951-1952, nó dẫn đầu Hải đội Huấn luyện 3 và dưới quyền chỉ huy của Hạm trưởng Michael Le Fanu. Vào năm 1953, Relentless đã tham gia cuộc Duyệt binh Hạm đội tại Spithead nhân dịp lễ Đăng quang của Nữ hoàng Elizabeth II.